# Noche de verano, cerca del fiordo Vejle
Noche de verano, cerca del fiordo Vejle es una pintura al óleo sobre lienzo del artista danés Harald Slott-Møller realizado con fecha de 1904. Se conserva en el Museo de Arte de Vejle en el centro de la ciudad de Vejle en Dinamarca.

## Descripción
Es una pintura de paisaje, pero también puede ser considerada como una pintura de retrato ya que la persona que aparece es la esposa del artista Agnes Slott-Møller, sin duda es la mujer sentada y mirando hacia el fiordo de Vejle en pleno noche de verano.
El ambiente de esta pintura se caracteriza por un uso inusual de color, especialmente en la prominente capa roja de la mujer. Harald Slott Møller-se basó en el naturalismo y el simbolismo, la superficie y los colores se considera que tienen un significado simbólico también en esta pintura.

## Europeana 280
En abril de 2016, la pintura Noche de verano, cerca del fiordo Vejle fue seleccionada como una de las diez obras artísticas más importantes de Dinamarca por el proyecto Europeana.